# Казимир Вильгельм Гессен-Гомбургский
Казимир Вильгельм Гессен-Гомбургский (нем. Kasimir Wilhelm von Hessen-Homburg; 23 марта 1690, Веферлинген — 9 октября 1726, Хётенслебен) — принц Гессен-Гомбургский.

## Биография
Казимир Вильгельм — младший сын ландграфа Гессен-Гомбурга Фридриха II, знаменитого «Принца Гомбургского», и его второй супруги Луизы Елизаветы Курляндской, дочери герцога Якоба Кетлера. Он воспитывался вместе со своим младшим сводным братом Людвигом Георгом. Побывав в гостях у своего кузена Фридриха Вильгельма I Мекленбургского, он увлёкся охотой, которой он предавался вместе с отцом и братьями.
Поскольку в очереди наследования в Гессен-Гомбурге перед ним находился его старший брат Фридрих III и его двое сыновей, Казимир Вильгельм решил заняться военной карьерой и в 1708 году сражался в мекленбургском полку Евгения Савойского. В начале 1715 года Казимир Вильгельм поступил на службу в шведские войска Карла XII. В начале лета он попал в плен у Висмара и уволился с военной службы.
В 1722 году Казимир Вильгельм женился в Браунфельсе на Кристине Шарлотте Сольмс-Браунфельсской, дочери графа Вильгельма Морица Сольмс-Браунфельсского.

## Потомки
- Фридрих IV Карл (1724—1751), ландграф Гессен-Гомбурга, женат на графине Ульрике Луизе Сольмс-Браунфельсской
- Евгений (1725)
- Ульрика София (1726—1792)